# Luchtverkeersleiding
De luchtverkeersleiding is een instantie die het beheer heeft over een zeker luchtruim en ervoor zorgt dat al het luchtverkeer veilig door dit luchtruim navigeert. De vliegplannen van alle binnenkomende en vertrekkende toestellen zijn bij de luchtverkeersleiding bekend.
Al het verkeer dat het beheerde luchtruim betreedt, moet zich bij de luchtverkeersleiding aanmelden met een radioroepnaam (Engels: call sign) die voor commerciële vluchten het vluchtnummer omvat. Met de komst van secundaire radar en transponders wordt een veelheid aan vluchtgegevens automatisch door de transponder aan de 'ondervragende' radar toegestuurd, waarna het systeem deze gegevens verwerkt zonder dat de verkeersleider zich daarmee hoeft te bemoeien. De vluchtgegevens worden hierna automatisch op het radarscherm zichtbaar gemaakt.
De luchtverkeersleider begeleidt vervolgens de toestellen in het beheerde gebied en houdt ze gescheiden, tot deze het luchtruim van de betreffende instantie weer verlaten. Vlak voordat het toestel een door een andere instantie beheerd luchtruim binnen vliegt, wordt het 'overgedragen'. Dit gebeurt via een - doorgaans geautomatiseerd - bericht dat van luchtverkeerscentrum tot luchtverkeerscentrum wordt doorgestuurd en daarna een instructie aan de piloot om radiocontact met de verkeersleiding van dat naburige centrum te maken. Zowel de begeleiding als die overdracht gebeurt door middel van klaringen.

## Onderverdeling
Luchtverkeersleiding kan worden onderverdeeld in vijf deelgebieden:

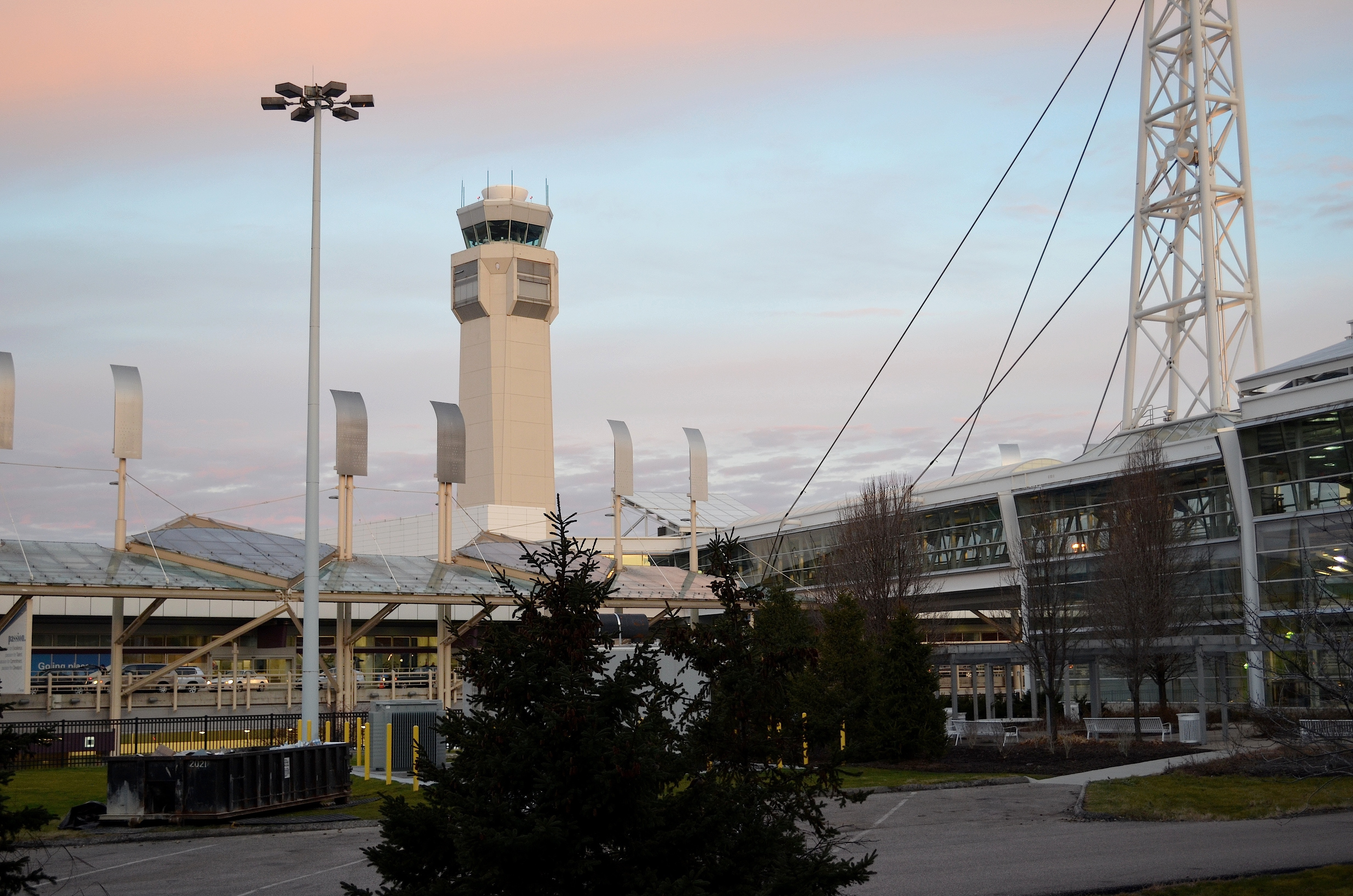
Luchtverkeersleiding Tower Control, Cleveland

- Tower Control (TWR): de lokale verkeersleiding op een luchthaven, verantwoordelijk voor het directe gebied rond de luchthaven, de zogeheten Control Zone (CTR). Tower Control (TWR) is verantwoordelijk voor alle landingsbanen op de luchthaven, en regelt het verkeer als het bij de baan staat of als het de CTR binnenvliegt. Aan landend verkeer wordt, onder andere, aangegeven welke landingsbaan (runway) het vliegtuig mag gebruiken. Nadat het vliegtuig de landingsbaan heeft verlaten, wordt het aan Ground Control doorgegeven. In geval van nood bij opstijgen of landen schakelt de Tower Controller of zijn assistent de brandweer, ambulance en de politie in.
- Approach Control (APP) of Naderingsverkeersleiding: de omgeving in een gebied van (meestal) zo'n 60 tot 100 km rondom een luchthaven, en niet hoger dan (meestal) een kilometer of drie. Soms wordt deze dienst opgedeeld in 'Departure' en 'Arrival'.
- Area Control (ACC), ook wel En-Route Control, 'Radar Control' of Algemene verkeersleiding: de rest van het gecontroleerde luchtruim, tussen de approach control area's van de diverse luchthavens dat door luchtwegen verbonden wordt, en alles hoger dan circa 3 km
- Ground Control (GND), de verkeersleiding op de grond van het vliegveld, zoals taxiën naar de Gate, parking, pushback (het terugduwen van het vliegtuig van de gate om te vertrekken) of fuel (kerosine).
- Delivery / Startup (DEL), De verkeersleiding die het vliegplan van het desbetreffende vliegtuig controleert en de zogeheten klaring geeft. Ook geeft deze positie toestemming voor het starten van de motoren. Op Schiphol is er een aparte startup control die er alleen voor zorgt dat de vliegtuigen veilig kunnen starten.

Terminal control wordt uitgevoerd vanaf de verkeerstoren van een luchthaven. Als hulpmiddel hierbij wordt vaak een surface radar gebruikt. Dit is een korte-afstandsradar die meestal boven op de verkeerstoren is geplaatst, en die niet de hogere luchtlagen bestrijkt maar juist de lagere, inclusief alles wat zich op de grond beweegt. Deze radar bevindt zich vaak onder de 'bal' die men wel op verkeerstorens ziet staan, de zogenoemde radome. Hoewel de radar een zeer belangrijk hulpmiddel is, wordt het verkeer op taxibanen en platforms in principe 'op zicht' begeleid.

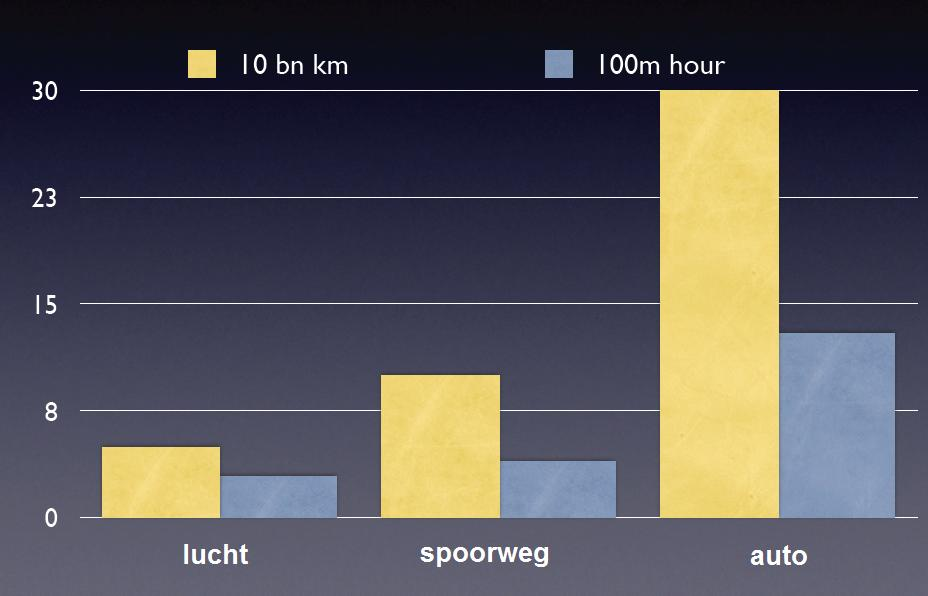
Een vergelijking van het aantal ongevallen van het luchtverkeer met het spoor en de auto (bron EC 2003)

De verkeersleiders van Approach Control en van Area Control bevinden zich vaak, hoewel niet altijd, op een andere locatie dan de verkeerstoren. Zij zitten in een grote zaal met diverse rijen consoles, elk met een groot radarscherm. Een naderingsfaciliteit wordt, vooral in de USA, ook wel TRACON genoemd (Terminal Radar Approach CONtrol). Aangezien Approach en Area Control op radarinformatie of 'procedureel' gebeurt en niet op zicht, is er geen enkele noodzaak waarom deze verkeersleiders in de verkeerstoren zouden moeten zitten. Op Schiphol bijvoorbeeld, bevinden Approach Control en Area Control zich in het gebouw van de LVNL op Schiphol-Oost; de Nederlandse militaire luchtverkeersleiding bevindt zich in een bunker op de Veluwe. Het Belgische luchtruim wordt gecontroleerd vanuit het CANAC2-gebouw in Steenokkerzeel, sinds 2018 zijn zowel de burgerlijke als de militaire luchtverkeersleiders daar actief.
Area Control kan zich in dezelfde faciliteit bevinden als Approach Control, of op een andere locatie. Instanties die zich in Nederland met Area Control bezighouden, zijn Luchtverkeersleiding Nederland, Eurocontrol en MilATCC Nieuw Milligen. In België is dat Eurocontrol boven FL245 en Skeyes voor Area Control en Approach Control.

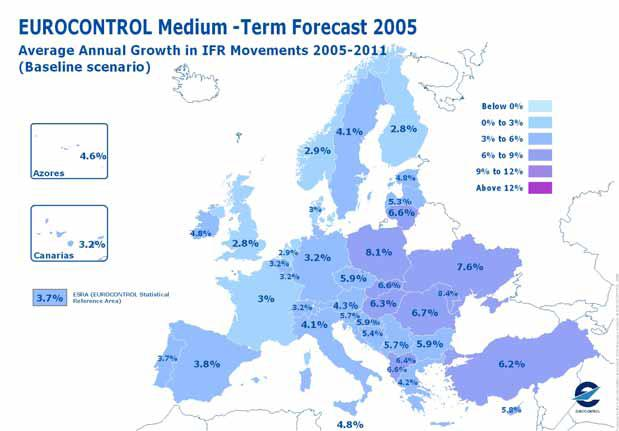
Verwachte jaarlijkse toename van het luchtverkeer in Europa tot 2011 (Bron: Eurocontrol)

## Separatie
Een luchtverkeersleider is verantwoordelijk voor het separeren van het verkeer. Elke verkeersleider moet een andere separatie aanhouden. Dit heeft onder andere te maken met de radarsystemen die worden gebruikt voor de verschillende posities. Ook wordt er gerekend met nautische mijl of minuten. Hieronder de separatie aangegeven:
- Tower (TWR): Ook de toren moet separatie behouden. Bij landend verkeer is er een eenvoudige regel: Als het verkeer van de baan is, dan mag de volgende landen. Echter is dit bij het opstijgen van het verkeer anders. Er moet voldoende tijd zitten tussen verschillende vliegtuigen. Dit omdat vliegtuigen een wervelstorm achter zich laten waardoor andere vliegtuigen zogturbulentie kunnen ondervinden. Er moet ook voldoende tijd zijn om te voorkomen dat verkeer te dicht bij elkaar komt. Vliegtuigen zijn onderverdeeld in verschillende categorieën naargelang gewicht: light, medium, heavy en super. Verschillende categorieën vliegtuigen moeten een verschillende separatie behouden als volgt: light na heavy: 2 minuten, medium na heavy of super: 2 minuten, light na medium: 2 minuten, in alle andere gevallen 1 minuut. In sommige gevallen wordt deze separatie niet aangehouden om een snellere doorstroom te bekomen. De verantwoordelijke verkeersleider moet inschatten of het veilig genoeg is om een vliegtuig te laten opstijgen. Wel moet er aan de piloot gemeld worden dat er zogturbulentie van een ander vliegtuig is, indien de keuze gemaakt wordt om het vliegtuig eerder te laten opstijgen.
- Approach (APC): 3 nautische mijl of 1000 ft (voet) in hoogte. De taak van de approach controller is om het verkeer zo dicht en efficiënt mogelijk te laten aanvliegen, opdat er zo veel mogelijk verkeer op de beschikbare baan kan landen. Er is dus ook een zeer accurate radar tot hun beschikking, wat mogelijk is omdat het verkeer dicht bij de radarsystemen is en niet hoog vliegt.
- Area Control (ACC): 5 nautische mijl of 1000 ft (voet) in hoogte. De taak van de area controller is om het verkeer zo goed mogelijk te begeleiden tijdens de afdaling richting de luchthaven. Dit gebeurt vaak op een grote afstand van de luchthaven en op grote hoogte. En ook bij vertrekkend verkeer zorgt de area controller ervoor dat het verkeer correct klimt naar de kruishoogte.
- Delivery / Startup (DEL): De delivery controller moet vooral coördineren met de ground controller. Indien het te druk is op de luchthaven kan de ground controller ervoor kiezen om het verkeer nog niet te laten taxiën. De startup controller zorgt er dan voor dat deze vliegtuigen hun motoren nog niet starten, zodat ze geen kerosine gebruiken en gevaarlijke grond situaties veroorzaken met constant draaiende motoren aan de gate.
- Ground (GND): De ground controller moet ervoor zorgen vliegtuigen op de grond veilig kunnen taxiën. De ground controller doet dit door vliegtuigen instructies te geven, en door contact te houden met voertuigen die zich op het platform of op de taxibaan bewegen. Om al dit 'verkeer' goed te separeren kan hij op grotere luchthaven gebruik maken van het Surface Movement Guidance and Control System, een radarsysteem dat specifiek bedoeld is om al het verkeer op een luchthaven in de gaten te houden en te begeleiden.